# ヴィーンヌィツャへのミサイル攻撃
ヴィーンヌィツャへのミサイル攻撃（ヴィーンヌィツャへのミサイルこうげき）は、2022年ロシアのウクライナ侵攻において、ロシア軍がウクライナのヴィーンヌィツャへ行ったミサイル攻撃。
3月6日、ロシア軍はヴィーンヌィツャ国際空港に対しミサイル攻撃を行った。ウクライナ大統領のウォロディミル・ゼレンスキーによれば、8発のミサイルにより空港の施設が破壊されたという。衛星画像で、建物2棟と航空機1機が破壊された様子が確認された。ミサイル攻撃で10人が死亡、6人が負傷した。
3月16日、ヴィーンヌィツャのテレビ塔がロシア軍のミサイル攻撃を受け、都市の放送施設が機能停止に追い込まれた。
3月25日、ロシア軍が、ヴィーンヌィツャにあるウクライナ空軍の司令部を爆撃した。巡航ミサイル6発による爆撃であり、司令部の施設が重大な損傷を受けた。